# Carlos Reyes López
Carlos Armando Reyes López (Chihuahua, Chihuahua, México; 24 de febrero de 1957) es un político mexicano, miembro del Partido Acción Nacional, quien fuera diputado federal para la LX Legislatura.

## Biografía
Carlos Reyes nació en Chihuahua, Chihuahua el 24 de febrero de 1957, cursó la secundaria en la Técnica y Comercial 100, posteriormente cursó preparatoria en la preparatoria del Instituto Tecnológico de Chihuahua, donde posteriormente cursó la Ingeniería Industrial Mecánica, graduándose en 1979. Laboró en el organismo Desarrollo Económico de 1979 a 1981. De 1981 a 1984 fue empleado en Ford Motor Company. A partir de 1984 se ha dedicado a la actividad empresarial en diferentes ramos, además de haber fundado la Asociación Civil "Hacia una Mejor Calidad de Vida", de la cual fue presidente.
En 1992 se afilió al Partido Acción Nacional. En 1997 fungió como consejero electoral, representante de su partido ante en Instituto Federal Electoral en Chihuahua.
En 2006 Acción Nacional lo postuló candidato a diputado federal por el Distrito 8 de Chihuahua, resultando electo para la LX Legislatura tras vencer a la candidata del Partido Revolucionario Institucional, Graciela Ortiz González.
En 2016 anunció su intención de ser Presidente Estatal del PAN en Chihuahua, declinando más tarde. El 13 de octubre de 2016 asumió como titular de la Dirección de Vialidad y Tránsito de la ciudad de Chihuahua por nombramiento del gobernador Javier Corral Jurado. cargo del que fue cesado en septiembre de 2018.